# Koo Ja-cheol
Koo Ja-cheol (ur. 27 lutego 1989 w Chungju) – południowokoreański piłkarz występujący na pozycji pomocnika. Zawodnik klubu FC Augsburg.

## Kariera klubowa
Koo zawodową karierę rozpoczynał w 2007 roku w zespole Jeju United z K-League. W tych rozgrywkach zadebiutował w sezonie 2007. Rozegrał wówczas 10 spotkań i zdobył 1 bramkę. Przez pierwsze 2 sezony pełnił rolę gracza rezerwowego Jeju. Od sezonu 2009 stał się jego podstawowym graczem i zagrał wtedy w 22 meczach oraz strzelił 1 gola. W 2010 roku wywalczył z klubem wicemistrzostwo Korei Południowej. Został także wybrany do najlepszej jedenastki K-League minionego sezonu. 30 stycznia 2011 podpisał kontrakt z drużyną VfL Wolfsburg.

## Kariera reprezentacyjna
W latach 2008–2009 Koo rozegrał 16 spotkań i zdobył 5 bramek w reprezentacji Korei Południowej U-17. W 2008 roku zadebiutował w reprezentacji U-23 oraz w kadrze seniorskiej. W 2009 roku był uczestnikiem Mistrzostw Świata U-20, które Korea Południowa zakończyła na ćwierćfinale. 9 stycznia 2010 roku w przegranym 2:4 towarzyskim pojedynku z Zambią strzelił pierwszego gola w drużynie narodowej.
W 2011 roku został powołany do drużyny na Puchar Azji.